# Kawardha (huyện)
Huyện Kawardha là một huyện thuộc bang Chhattisgarh, Ấn Độ. Thủ phủ huyện Kawardha đóng ở Kawardha. Huyện Kawardha có diện tích 4237 ki lô mét vuông. Đến thời điểm năm 2001, huyện Kawardha có dân số 584667 người.